# Лютийус
Лютийу́с (фр. Lutilhous, окс. Luctilhós) — коммуна во Франции, находится в регионе Юг — Пиренеи. Департамент — Верхние Пиренеи. Входит в состав кантона Ланнемезан. Округ коммуны — Баньер-де-Бигор.
Код INSEE коммуны — 65294.

## География
Коммуна расположена приблизительно в 660 км к югу от Парижа, в 105 км юго-западнее Тулузы, в 24 км к юго-востоку от Тарба.
Коммуна расположена на плато Ланнемезан. По территории коммуны протекают реки Буэс и Лен.

## Климат
Климат умеренно-океанический с солнечной тёплой погодой и обильными осадками на протяжении практически всего года.

## Население
Население коммуны на 2010 год составляло 217 человек.
| 1962 | 1968 | 1975 | 1982 | 1990 | 1999 | 2010 |
| ---- | ---- | ---- | ---- | ---- | ---- | ---- |
| 175  | 170  | 141  | 133  | 161  | 182  | 217  |

## Администрация
| Период | Период | Фамилия     | Партия | Примечания |
| ------ | ------ | ----------- | ------ | ---------- |
| 2001   | 2020   | Сюзан Симуа |        |            |

## Экономика
В 2010 году среди 134 человек трудоспособного возраста (15-64 лет) 104 были экономически активными, 30 — неактивными (показатель активности — 77,6 %, в 1999 году было 68,9 %). Из 104 активных жителей работали 95 человек (51 мужчина и 44 женщины), безработных было 9 (4 мужчины и 5 женщин). Среди 30 неактивных 9 человек были учениками или студентами, 11 — пенсионерами, 10 были неактивными по другим причинам.